# ソユーズTM-4
ソユーズTM-4は、ロシアの宇宙ステーションミールへの4度目の往来である。

## 乗組員
打上げ時：
- ウラジミール・チトフ(3)
- ムサ・マナロフ(1)
- アナトリー・レフチェンコ(1)

帰還時：
- アナトリー・ソロフィエフ(1)
- ビクトール・サビニャク(3)
- アレクサンドル・アレクサンドロフ(1) - ブルガリア

## ミッションハイライト
ロシアの宇宙ステーション・ミールへの4度目の往来である。マナロフとチトフはロマネンコ、アレクサンドロフと交代した。アナトリー・レフチェンコはブラン・シャトルプログラムの宇宙飛行士で、ロマネンコ及びアレクサンドロフとともにソユーズTM-3で帰還した。
ミールを発つ前に、ロマネンコとアレクサンドロフは宇宙遊泳の装置の使用法を後任の乗組員に説明した。チトフらは生物結晶生成装置など、生物系の実験機器を持ち込み、クバント1に導入した。ミールのコンピュータで緊急事態をシミュレートし、乗組員全員で避難訓練を行なった。
マナロフとチトフは、クバントでグレイザー望遠鏡を用い、銀河や星団の紫外線観測を行なった。この観測には露光時間が8分以上の写真が必要で、宇宙飛行士の小さな動きでもぶれてしまったため、露光時間中は宇宙飛行士の活動が制限された。